# Clavicornaltica australis
Clavicornaltica australis es un coleóptero de la familia Chrysomelidae.
Fue descrita científicamente en 1995 por Konstantinov.